# Casa a l'avinguda Alt Empordà, 5 (Bàscara)
La casa a l'avinguda Alt Empordà, 5 és una obra de Bàscara (Alt Empordà) inclosa a l'Inventari del Patrimoni Arquitectònic de Catalunya. Situada dins del nucli urbà de la població de Bàscara, a l'extrem sud-est del terme, formant cantonada amb el carrer Ample.

## Descripció
Edifici aïllat de planta quadrada envoltat de jardí, amb la coberta de teula de quatre vessants i un cos central a mode de torre quadrada, amb el mateix tipus de coberta. Està distribuït en planta baixa i pis, i presenta dos cossos adossats a les bandes de llevant i ponent, ambdós coberts amb terrassa al pis delimitada per una barana d'obra decorada. A la planta baixa, el de llevant presenta un porxo bastit amb sis arcs de mig punt, delimitats també amb barana d'obra. La façana principal presenta un portal de mig punt amb voladís, emmarcat per dues finestres rectangulars. Al pis, les finestres també són de punt rodó i estan agrupades en parelles, amb pilar central al mig. Les obertures de la torre són de la mateixa tipologia.
La construcció està arrebossada i pintada de color marró.